# Mon oncle Benjamin (1924)
Mon oncle Benjamin (übersetzt Mein Onkel Benjamin) ist ein Stummfilm von René Leprince aus dem Jahre 1924 nach dem Roman Mein Onkel Benjamin von Claude Tillier. In den Hauptrollen: Léon Mathot und Madeleine Erickson.

## Handlung
Benjamin untersucht als Arzt die schöne Gastwirtin Manette. Er gibt ihr eine Pille auf die Zunge und sie lächelt ihn verführerisch an. Sie muss nichts bezahlen. Benjamin besucht seine Schwester und deren Mann Machecourt. Die beiden haben sechs Kinder. Benjamin will nicht heiraten. Der Arzt Doktor Minxit will ihn mit seiner Tochter Arabelle verheiraten. Doch Benjamin hat Glück, denn Arabelle liebt den jungen Adligen Pont-Cassé. Benjamin feiert im Wirtshaus bei Manette. Pont-Cassé streitet sich in einer Herberge mit einem anderen Mann. Der Mann fordert ihn zum Duell. Arabelle steht auf einem über dem Fluss liegenden Baumstamm. Als beim Duell ein Schuss fällt, erschrickt Arabelle. Vor Schreck fällt sie ins Wasser und geht auch sofort unter. Als die Männer an den Fluss eilen, kommt jede Hilfe zu spät. Sie ziehen ihren Körper aus dem Fluss und die arme Arabelle ist bereits tot. Doktor Minxit veranstaltet ein Essen und lädt alle ein. Dann stirbt er vor Kummer. Benjamin trifft sich mit Manette: Manette fragt ihn, was Minxits letzte  Worte waren: „Wenn das Glück kommt, halt es fest.“ Benjamin und Manette küssen sich. Dann sehen wir den Grabstein von Minxit: „Jacques Minxit, ein guter Bürger und hilfsbereiter Freund.“

## Anmerkung
Der Film beginnt mit Großaufnahmen der Gesichter von Benjamin und Manette. Mit demselben Paar endet der Film im Epilog, bevor sein Schlussbild der Grabstein von Minxit ist. Während des Essens bei Minxit wird eine Doppelbelichtung verwendet: Über die Totale mit den Feiernden geht von links nach rechts eine als Arabelle erkennbare Frau als Geist durch das Bild. Dann fasst sich Minxit an die Brust und stirbt.